# Шинкарук Олег Миколайович
Оле́г Микола́йович Шинкару́к — генерал—майор [Архівовано 4 липня 2016 у Wayback Machine.], Державна прикордонна служба України, заслужений працівник освіти України — травень 2015. Доктор технічних наук (2001), професор, відмінник освіти України. Академік Академії наук прикладної радіоелектроніки.
Перший заступник ректора, станом на листопад 2014-го — в. о. ректора, з квітня 2015 року — ректор Національної академії Державної прикордонної служби України імені Богдана Хмельницького.